# 바와벳 디마슈크
바와벳 디마슈크(بوابة دمشق)는 시리아 다마스쿠스에 있는 세계 최대 규모 식당이다.
바와벳 디마슈크를 건설하는데 4000만 불이 들었고 소유주는 샤케르 알 삼만이다. 식사 공간은 54,000m2, 주방은 2,500m2고 손님 6,014명을 대접할 수 있다. 성수기에는 1,800명이 고용된다. 식당 내부에는 폭포, 분수, 시리아 고고학 유적 복제품이 있으며 인도 요리, 중국 요리, 아랍 요리, 이란 요리, 중동 요리, 시리아 요리를 대접한다. 2008년 5월 29일 기네스 세계 기록에 세계 최대 규모 식당으로 등재됐는데 이는 5천 명에게 대접할 수 있는 태국 방콕의 로열 드래곤 레스토랑에 앞선다.